# Boris Pawlowitsch Kulagin
Boris Pawlowitsch Kulagin (russisch Борис Павлович Кулагин; * 31. Dezember 1924 in Barnaul; † 25. Januar 1988 in Moskau) war ein russischer Eishockeyspieler und -trainer.

## Karriere
Seine Karriere begann 1946 bei WWS MWO Moskau. Nach nur zwei Saisons und einer weiteren bei Dserschinez Tscheljabinsk kam er 1950 zum ZDSA Moskau und blieb hier bis zum Ende seiner Karriere 1951.
Von 1958 bis 1960 war Kulagin Cheftrainer von SKA Kuibyschew. 1961 ging er zum HK ZSKA Moskau, wo er bis 1970 als Assistenztrainer und anschließend bis 1971 als Cheftrainer an der Bande stand. Danach war Kulagin bis 1976 Cheftrainer vom Stadtrivalen HK Krylja Sowetow Moskau, mit dem er in der Saison 1973/74 die sowjetische Meisterschaft gewann.
In seiner Funktion als Nationaltrainer der Sbornaja nahm er 1975 an der Weltmeisterschaft und 1976 an den Winterspielen in Innsbruck teil.
Von 1979 bis 1984 betreute Kulagin das Profiteam vom HK Spartak Moskau.

## Erfolge und Auszeichnungen
- 1974 Sowjetischer Meister mit Krylja Sowetow Moskau

### International
- 1976 Goldmedaille bei den Olympischen Winterspielen
- 1975 Goldmedaille bei der Weltmeisterschaft